# Matthieu Longue
Matthieu Longue, né en 1981, a été formé à l’Université libre de Bruxelles. Historien belge, écrivain et professeur d’Histoire dans un lycée, il est en particulier l'auteur de Massacres en Ardennes.

## Biographie
Ses recherches portent tout particulièrement sur l'histoire militaire de la Seconde Guerre mondiale. Il s’intéresse également à l’histoire de la Belgique,  et à la question de l’adaptation de l’histoire à l’écran ainsi que du conflit entre « histoire et devoir de mémoire ».
Il est membre du Centre de Recherches et d’Informations sur la Bataille des Ardennes (CRIBA) et du Cercle d’Histoire de la ville de Bastogne.
Il est également professeur d'histoire au lycée Molière à Uccle (Bruxelles).

## Publications

### Essais historiques
- Massacres en Ardenne (Hiver 44-45) – Étude et analyse d’un cas de violence de guerre au 20e siècle, Éditions Racine, Bruxelles, mai 2006,  (ISBN 978-2-87386-459-0)[6],[7],[8]
- Léopold II. Une vie à pas de géant, Éditions Racine, Bruxelles, 2007  (ISBN 978-2-87386-521-4)[9].
- avec Stephan Cazenave, Thomas Fischer, Jean-Claude Perrigault et Charles Trang, 1. SS Panzer Division « Leibstandarte Adolf Hitler » (1933-1945), album historique en 6 volumes, ouvrage collectif sous la direction de Charles Trang et de Georges Bernage, Éditions Heimdal, Bayeux, 2007-2010 (ISBN 9782840482314),   (ISBN 9782840482321).
- Kampfgruppe Knittel – L’odyssée de la SS Aufklärungs-Abteilung.1 en terre ardennaise (16-27 décembre 1944), Éditions Heimdal, Bayeux, mai 2010,  (ISBN 978-2840482758)[10],[11].
- Eugene Sledge. Le traumatisme du Pacifique (Peleliu et Okinawa, septembre 1944 – juin 1945), Matthieu Longue, Nivelles, 2013  (ISBN 978-2840484172) [12],[13].

### Articles
Articles publiés depuis 2007 dans la revue 39-45 (magazine) aux Éditions Heimdal.